# Dacia Lodgy
Dacia Lodgy — це компактвен румунської компанії Dacia, офіційний дебют моделі відбувся 7 березня 2012 року на Женевському автосалоні.

## Опис

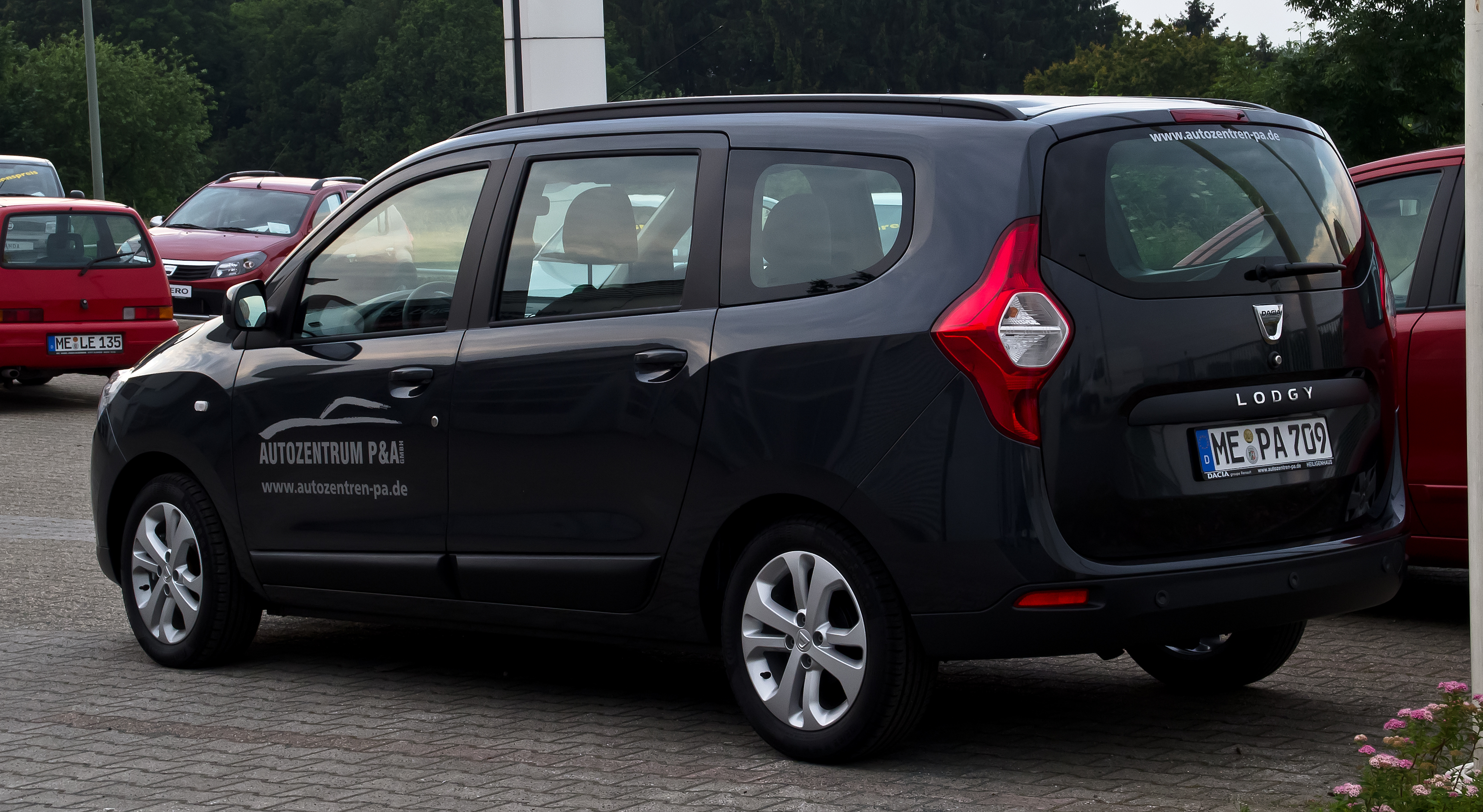
Dacia Lodgy

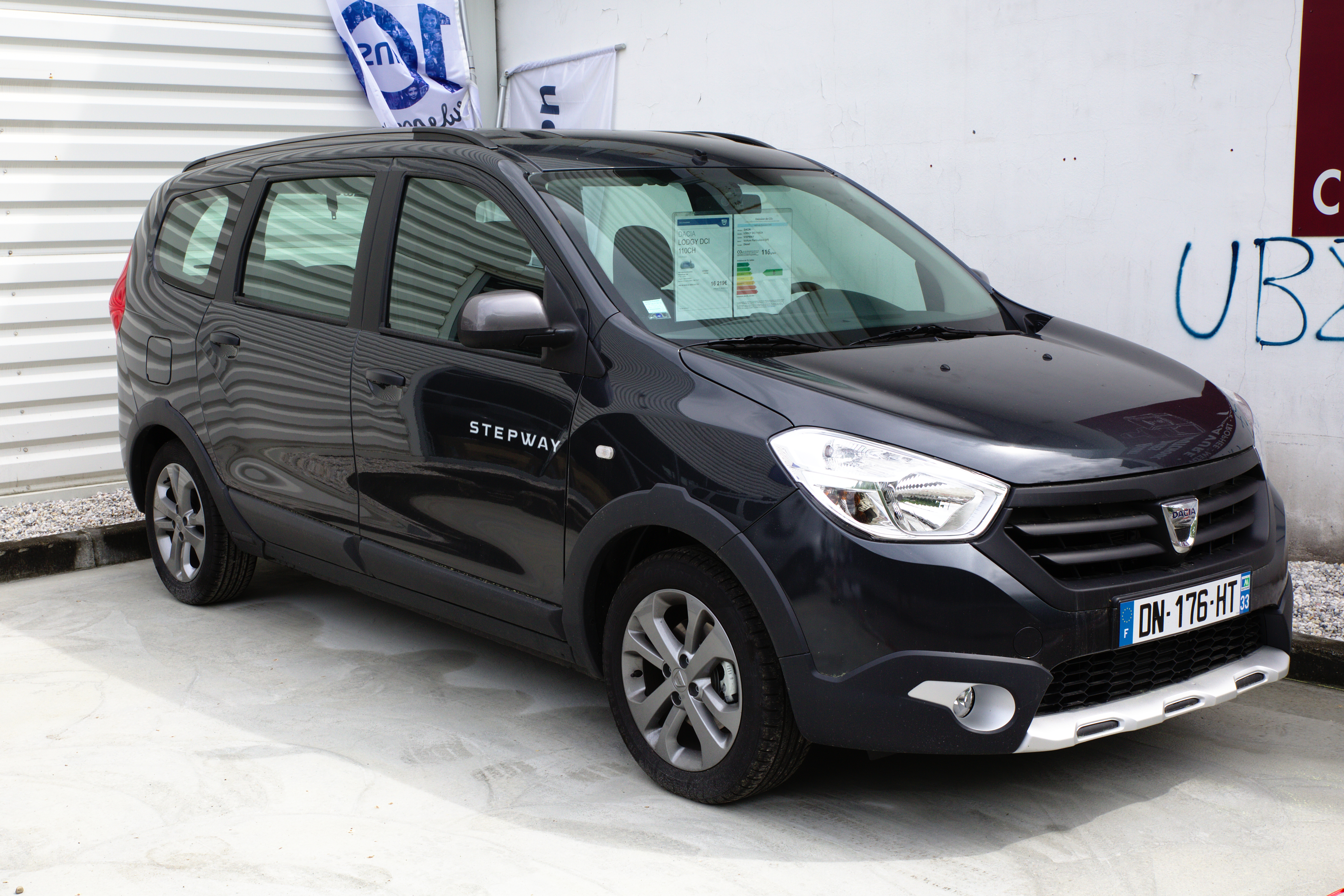
Lodgy Stepway (дорестайл)

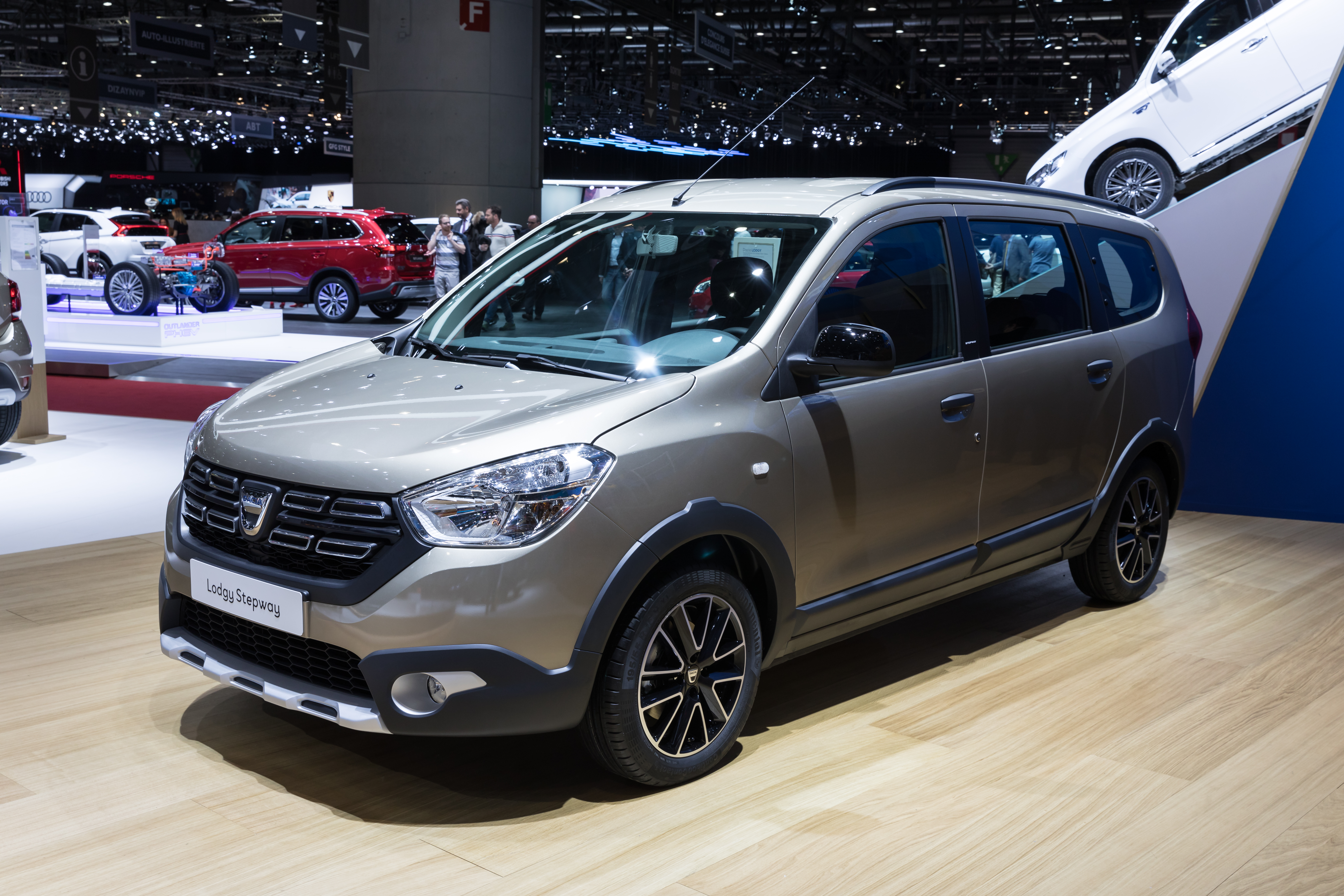
Dacia Lodgy Stepway (фейсліфт)

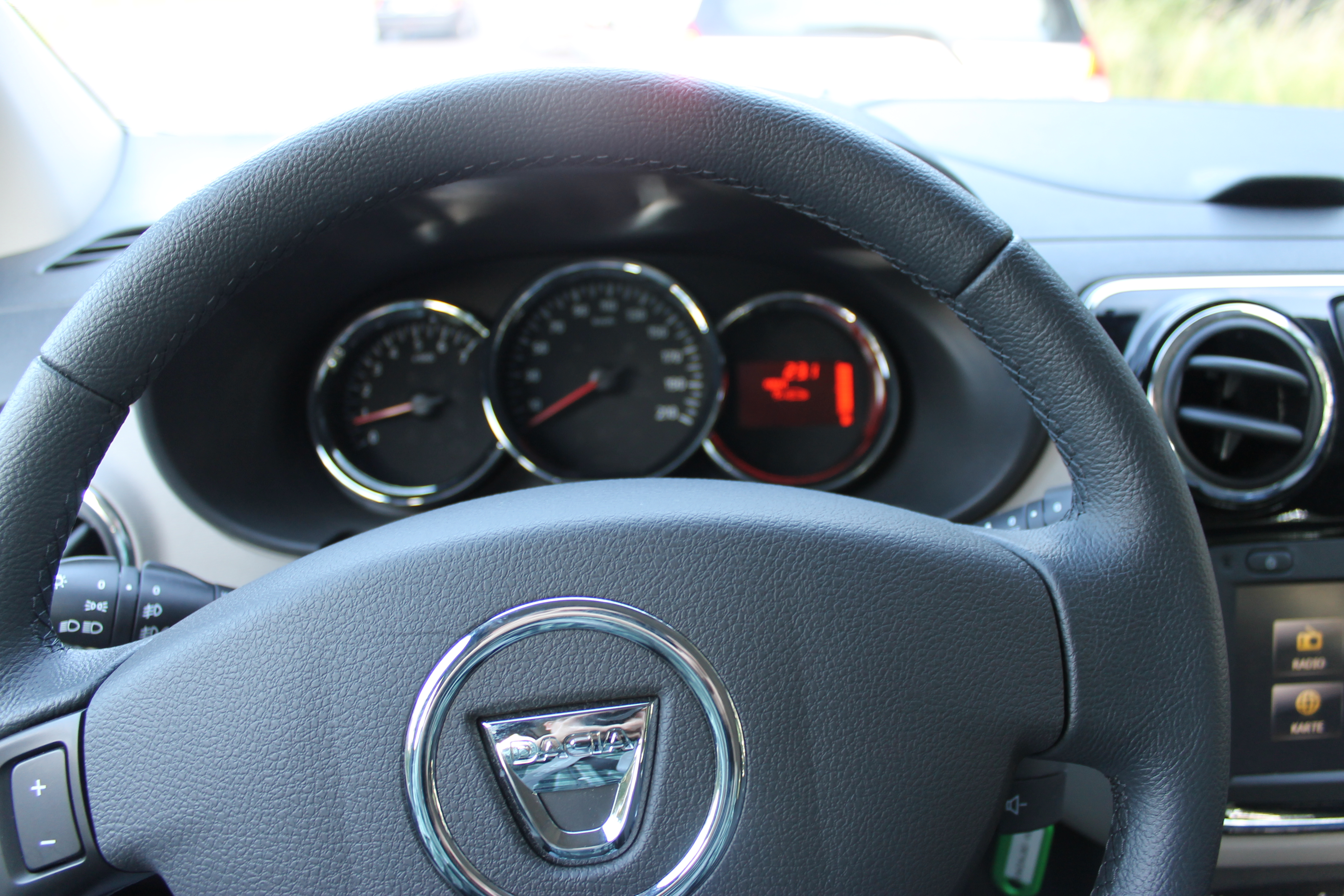

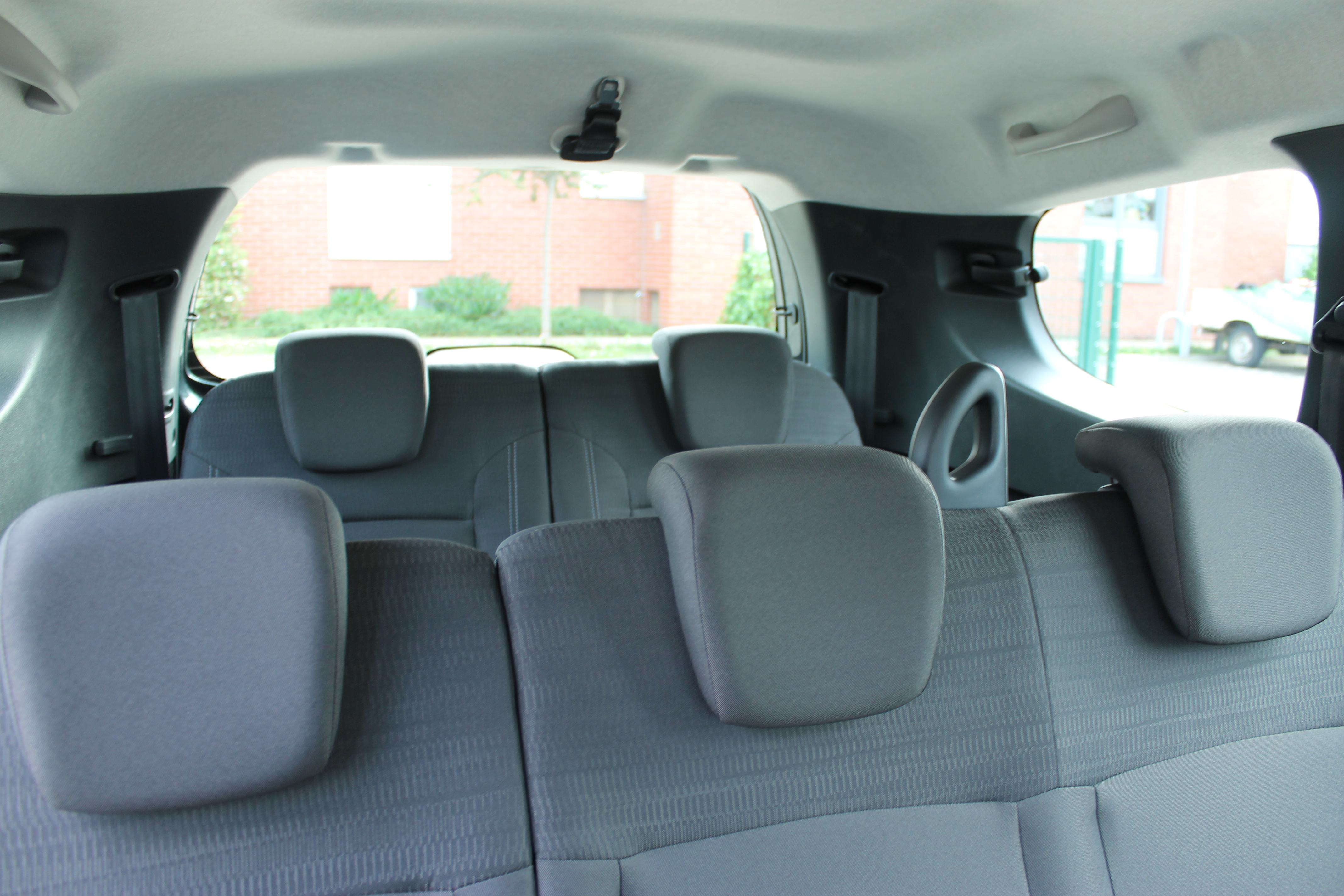
3-й ряд сидінь

Заснований на новій платформі, Lodgy має передній привод і оснащений на вибір 4-циліндровими двигунами: 1,5-літрові дизельні (у двох варіантах) і два бензинових двигуна: 1,6 л атмосферне і турбований 1,2 л Energy TCe 115.
Lodgy також перша модель Dacia, пропонована з обмежувачем швидкості, крім того, вона має навігаційну систему з 7-дюймовим сенсорним дисплеєм як опцію, а також Bluetooth і USB з'єднання.
Автомобіль буде доступний тільки з лівим кермом, з вибором з 5 — і 7-місних моделей. Він виготовляється на новому заводі Renault в Танжер, Марокко.
Загальна продуктивність Lodgy досить гідна: в середньому прискорення до 100 км/год займає 10,6 секунд, а максимальна швидкість досягає позначки 175 км/год.
Ця модель пропонується в трьох комплектаціях: Authentique, Expression и Privilege. У базовій комплектації Dacia Lodgy є: кондиціонер, електричні склопідйомники, бортовий комп'ютер, круїз-контроль, обмежувач швидкості, аудіосистема, Bluetooth-підключення, вбудований в приладову панель USB-порт, кнопки управління окремими функціями на рульовій колонці. Як опція доступний: 7-дюймовий сенсорний екран навігаційної системи, паркувальні сенсори і функція підігріву сидінь.

## Двигуни
| Двигун          | Код двигуна | Об'єм    | Потужність        | Роки випуску |
| --------------- | ----------- | -------- | ----------------- | ------------ |
| Бензинові       |             |          |                   |              |
| 1.6 MPI 85      | K7M 812     | 1598 см³ | 83 к.с. (61 кВт)  | 2012-2015    |
| 1.6 MPI LPG 85  | K7M 828     | 1598 см³ | 83 к.с. (61 кВт)  | 2014-2015    |
| 1.6 SCe 100     | K4M 490     | 1598 см³ | 100 к.с. (75 кВт) | з 2015       |
| 1.6 SCe 100 LPG | K4M 490     | 1598 см³ | 100 к.с. (75 кВт) | 2015-2018    |
| 1.6 SCe 110 LPG | K4M 490     | 1598 см³ | 110 к.с. (80 кВт) | з 2018       |
| 1.2 TCe 115     | H5Ft 402    | 1192 см³ | 115 к.с. (85 кВт) | 2012-2018    |
| 1.3 TCe 130     |             | 1332 см³ | 131 к.с. (96 кВт) | з 2019       |
| Дизельні        |             |          |                   |              |
| 1.5 dCi 75 eco2 | K9K 612     | 1461 см³ | 75 к.с. (55 кВт)  | з 2012       |
| 1.5 dCi 90 eco2 | K9K 612     | 1461 см³ | 90 к.с. (66 кВт)  | 2012-2018    |
| 1.5 Blue dCi 95 | K9K 612     | 1461 см³ | 95 к.с. (70 кВт)  | з 2018       |
| 1.5 dCi 90 eco2 | K9K 612     | 1461 см³ | 110 к.с. (80 кВт) | 2012-2018    |
| 1.5 Blue dCi 95 | K9K 612     | 1461 см³ | 116 к.с. (85 кВт) | з 2018       |

## Безпека
У 2012 році Renault Lodgy  отримав лише 3 зірки з п`яти можливих за Euro NCAP через поганий захист пішоходів та відсутньої в багатьох європейських країнах ESP в базі:
| Захист пасажирів | Захист пішоходів | Захист дітей | Пасивна безпека |
| ---------------- | ---------------- | ------------ | --------------- |
| 72%              | 44%              | 77%          | 29%             |

## Dacia Dokker

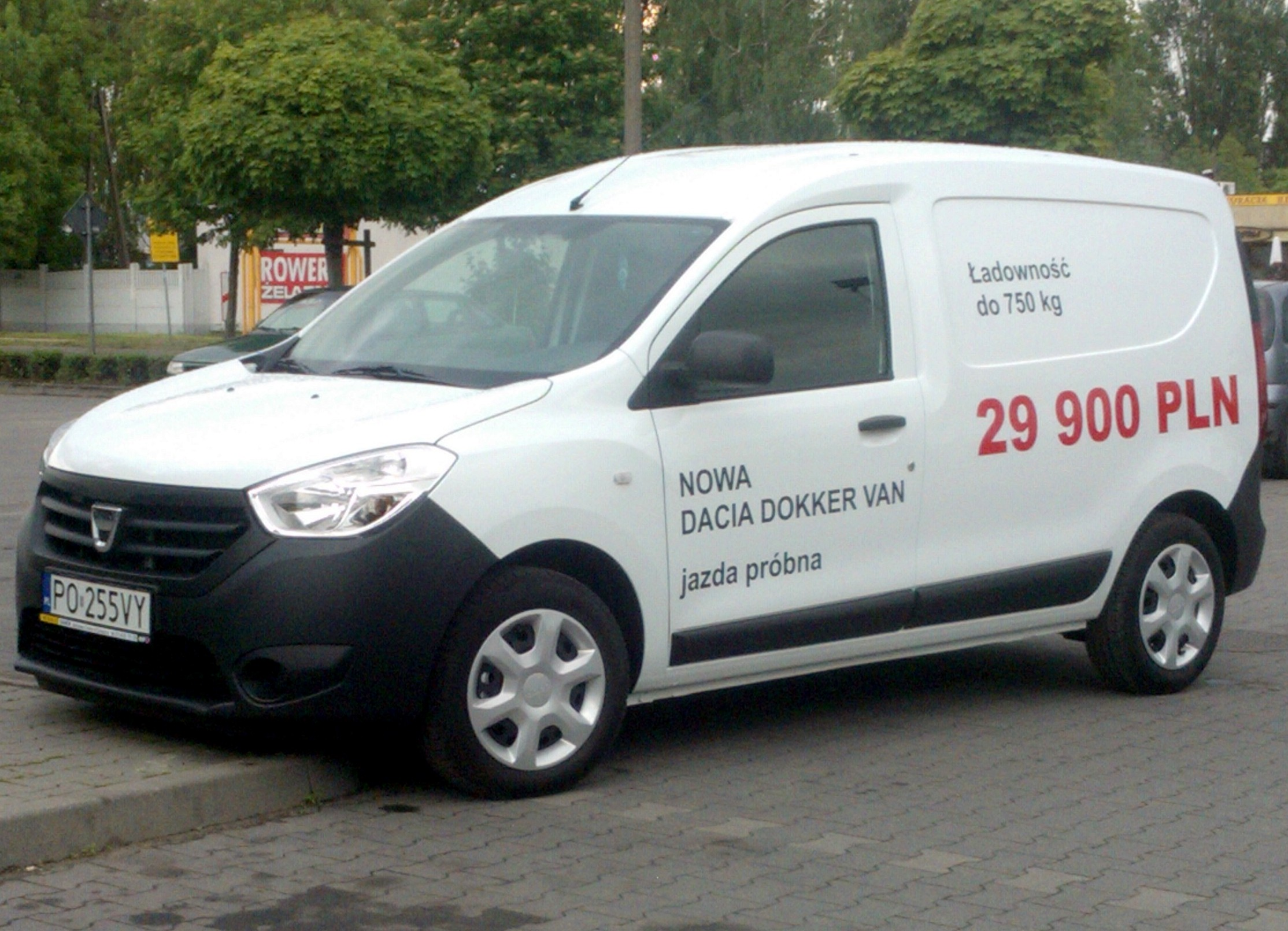
Dacia Dokker Van

У 2012 році компанія Dacia почала виробництво компактного фургона Dokker.
Dokker на 15 сантиметрів коротшим і на 10 вищим від компактвена Lodgy. Ціни на автомобіль починаються з позначки 9000 євро.

## Lodgy Glace

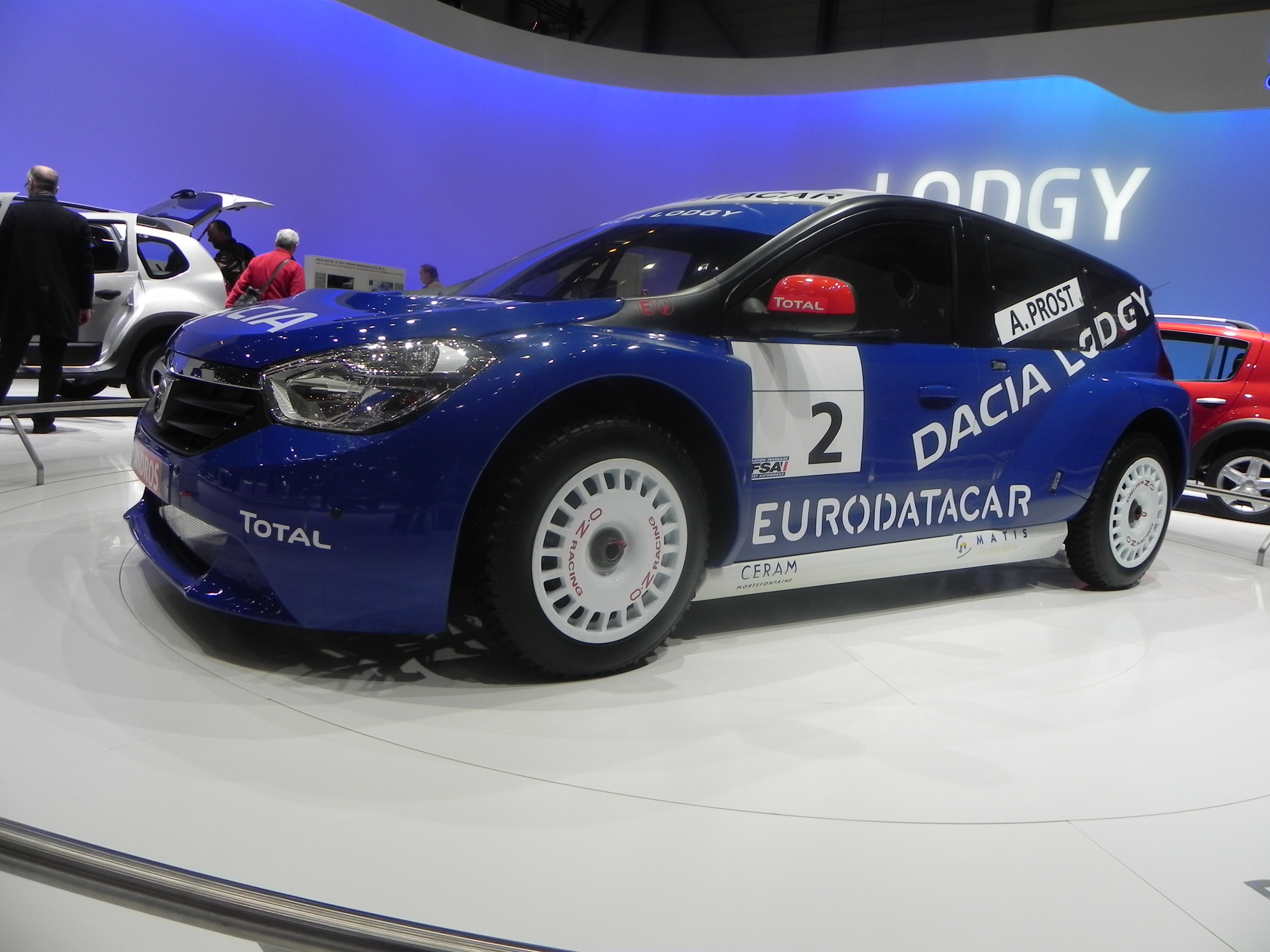
Dacia Lodgy Glace

В листопаді 2011 року Dacia оголосила, що Lodgy візьме участь в змаганні Andros Trophy для підвищення обізнаності про майбутній автомобіль. На відміну від серійної версії, Lodgy Glace оснащений бензиновим двигуном 3,0 л V6, який виробляє 355 к.с. (265 кВт) і 259 Нм крутного моменту. Дві моделі управлялися батьком і сином Аленом Простом і Ніколя Простом, перша гонка була в Валь Торанс в грудні 2011 року.